# 李林阁
李林阁（1932年—），男，山东安丘人，中华人民共和国政治人物，曾任云南省人民检察院检察长，云南省政协副主席。